# 辣妹海釣船
《辣妹海钓船》（日语：おぼこ）是由日本漫画家荻野真创作的漫画作品，于2003年至2004年期间在集英社旗下的《Business Jump》杂志上连载，共12话，单行本全1卷。
标题「おぼこ」在日语中是鲻鱼幼鱼的名称，也有指未经世事的年轻人，或是处女的含义。作品中女主角经常被称为“おぼこ（阿保子）”。本作也被认为是荻野后来在钓鱼杂志《つり丸》连载作品《海上百合》（日语：サルビアの海）的原型。

## 概要
与荻野以往的《孔雀王》等作品不同，《辣妹海钓船》舍弃了术法、必杀技等超现实要素以及色情与暴力的描写，转而描绘人情与爱情。本作风格受到电视剧《我老婆才十八》（日语：おくさまは18歳）的影响，融入了爱情喜剧的元素。钓鱼是作品的重要主题之一，创作过程中得到当时《Business Jump》副主编（亦为荻野朋友）的协助。
本作改由双周刊《Business Jump》（BJ）连载，是因荻野健康问题频繁休刊，遂希望藉由更宽裕的连载节奏不再休载，并兼作疗养。
尽管本作是荻野首次尝试生活题材漫画，并经过充分取材，连载后读者票选反响平平，加之荻野健康再度恶化，连载至第8话时因住院暂停。之后杂志编辑方针发生剧烈变更，偏好包含暴力与情色的作品，导致本作遭遇转型压力。虽然编辑部建议加入情色场景，但荻野认为本作风格不合适，遂为单行本补完4话后宣布中止连载，并转向连载风格更合适的新作《怨灵侍》。最终作品未完结。
荻野对本作未能完成感到遗憾，而曾协助取材的自由撰稿人将本作介绍给《つり丸》的编辑部，最终促成了以本作为蓝本的新作《海上百合》的连载。虽然新作剧情与主角设定均有所不同，但荻野原想通过《辣妹海钓船》传达的主题精神，在《海上百合》中得以延续。

## 剧情简介
主角一色海是一位高中女生。家中在相模湾经营一间船宿「一色屋」，但在父亲突如其来的去世后，家业陷入困境。为继承父业，她在尚无船舶执照的情况下担任钓鱼船的船头。在此过程中，班上的副班主任——新上任、对船与钓鱼一无所知的年轻教师石蕗陆，为了协助她渡过难关，一同踏上海上之旅，挑战社会与人生的浪潮。

## 出版信息
- 荻野真 《辣妹海钓船》 集英社〈ヤングジャンプ・コミックスBJ〉、2004年7月21日发行（7月16日发售） ISBN 978-4-08-876650-8[7]